# Lente de Nimrud

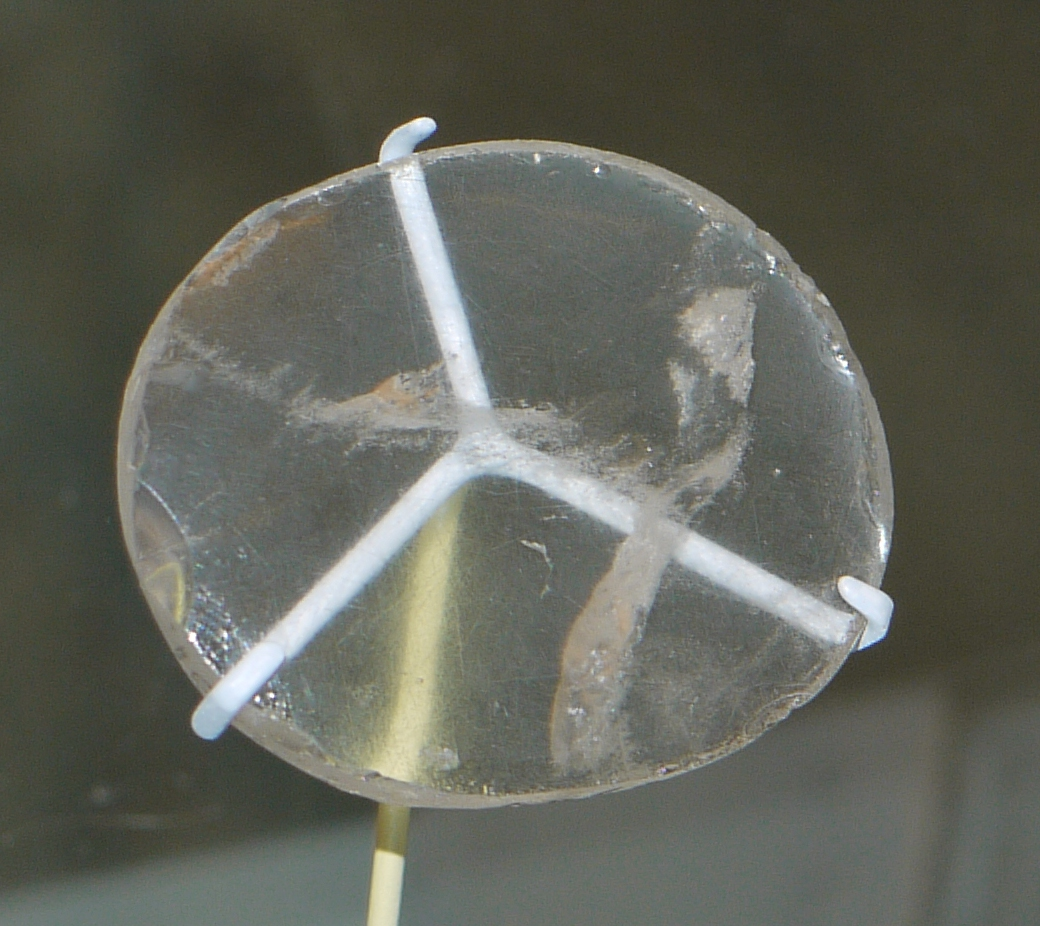
A lente de Nimrud (Museu Britânico).

A lente Nimrud ou lente de Layard é um pedaço oval de cristal de rocha de 3.000 anos que foi esculpida na época do império assírio, que se espalhou por toda a Mesopotâmia na área dos rios Tigre e Eufrates.
Seu diâmetro é de 38 mm e sua espessura chega a 6 mm. Atualmente está exposta no Museu Britânico.

## História
Foi descoberta em 1850 pelo arqueólogo britânico Austen Henry Layard em Ninrude.